# Andrea Moranzone
Andrea Moranzone (1347 – Venezia, prima del 27 aprile 1398) è stato un intagliatore e scultore italiano.

## Biografia

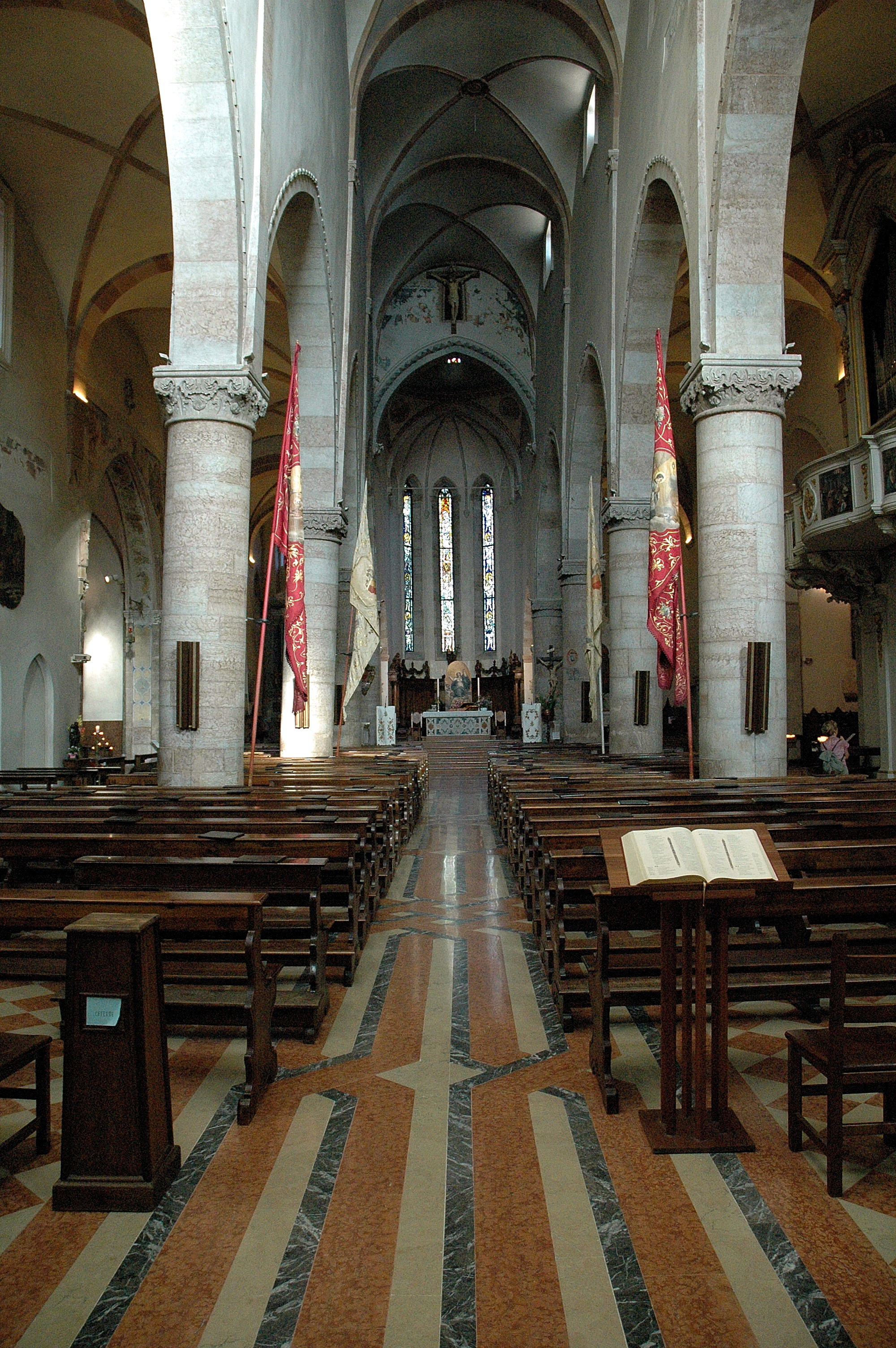
Interno del Duomo di Gemona

Andrea appartenne ad una nota famiglia di scultori in legno attivi nel Veneto nei secoli XV e XVI.
Andrea fu autore, tra l'altro, di un pannello d'altare per il duomo di Gemona del Friuli ripartito in 33 bassorilievi di soggetto biblico (1392).
Inoltre partecipò alla realizzazione di una croce per la chiesa veneziana di Sant'Agnese.
Nel 1386 ultimò in collaborazione con altri artisti, una croce e due ancone per il convento di San Platone a Zara.
I suoi figli, Lorenzo, Matteo e Caterino seguirono le orme paterne.

## Opere
- Pannello d'altare per il duomo di Gemona del Friuli ripartito in 33 bassorilievi di soggetto biblico (1392).
- Una croce per la chiesa veneziana di Sant'Agnese;
- Una croce e due ancone per il convento di San Platone a Zara (1386).